# 余玠防蜀之战
余玠防蜀之战，南宋淳祐三年（乃马真后称制二年，1243年）至宝祐元年（元宪宗三年，1253年），宋朝名将余玠用山城防御蒙古帝国军队进攻。
淳祐元年（1241年）十一月，窝阔台去世，内部纷争汗位，不能对南宋大规模战争，南宋得以暂时休整。宋理宗命在淮东立功的余玠为兵部侍郎，四川制置使兼知重庆府，主管四川防务。余玠革除弊政，采纳播州冉氏兄弟的建议，用山城牵制骑兵，先后修筑青居城（今四川省南充市南）、大获城（今四川省苍溪县东南）、钓鱼城（今重庆市合川区东）、云顶城（今四川省金堂县南）等十余城，迁郡治到山城。调金州（今陕西省安康市）之兵到大获城，调沔州（今陕西省略阳县）之兵到青居城，调兴元府（今陕西省汉中市）之兵到合州（今重庆市合川区东钓鱼城），共同防守内水（今涪江、嘉陵江、渠江），调利州之兵到云顶城，防守外水（今岷江、沱江）。以山城据险设防，屯兵储粮，训练士卒，建成以重庆为中心的防御体系。淳祐六年（1246年），贵由派蒙古分兵四路入蜀，余玠依靠山城体系。又打退了蒙古军的进攻。淳祐十年（1250年），余玠调兵北伐。自率主力，取金牛道向汉中（今陕西省汉中市）进发，三战连胜。次年四月，余玠率军十万进占汉中之西的中梁山，烧毁汉中至大散关（今陕西省宝鸡市西）栈道。蒙古軍围攻汉中，昼夜攻打，蒙古军修复栈道，援军到达，余玠久攻不克，只好撤军。淳祐十二年（1252年），余玠率军击退进攻嘉定（今四川省乐山市）的蒙古军，四川形势好转。